# Trochalopteron elliotii
Trochalopteron elliotii é uma espécie de ave da família Leiothrichidae.
Pode ser encontrada nos seguintes países: China e Índia.